# Gilbert Temmerman

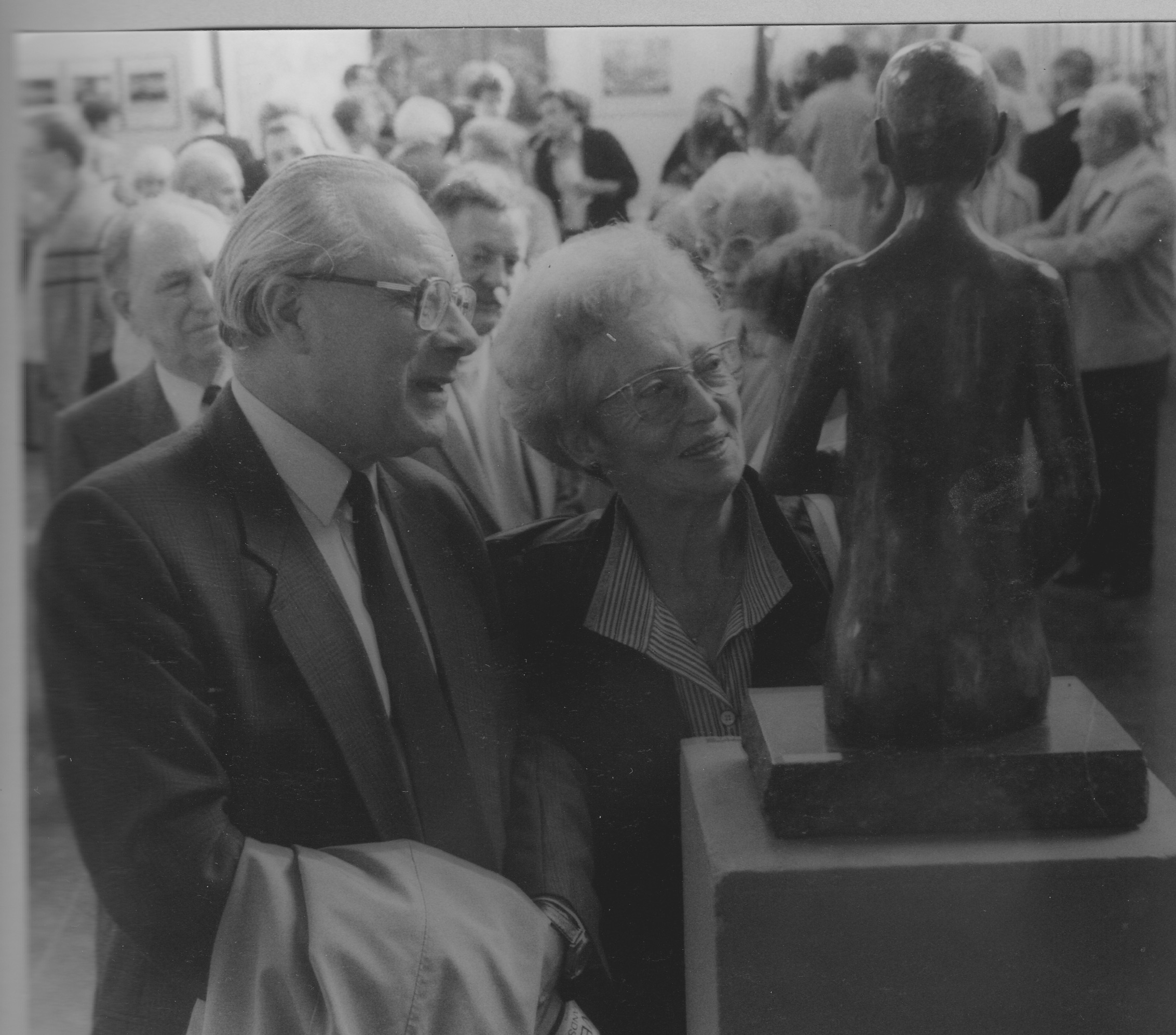
Gilbert Temmerman en zijn echtgenote bij de opening van een tentoonstelling

Gilbert César Temmerman (Ledeberg, 25 februari 1928 – Oudenaarde, 19 januari 2012) was een Belgisch politicus en burgemeester te Gent voor de SP.

## Levensloop
Temmerman was gemeentebediende in Ledeberg en proeflezer bij het dagblad Vooruit. Ook werd hij redactiesecretaris van De Volksstem, het politieke weekblad van de BSP-afdeling van Ledeberg. Van 1951 tot 1954 was hij propagandist op het partijsecretariaat van de BSP en van 1954 tot 1979 federaal secretaris van de partij.
Van 1958 tot 1994 was Temmerman gemeenteraadslid van Gent, waar hij van 1971 tot 1982 schepen en van 1989 tot 1994 burgemeester was.
Van 1971 tot 1989 zetelde hij tevens voor het arrondissement Gent-Eeklo in de Kamer van volksvertegenwoordigers. Hij was er voorzitter van de commissie Binnenlandse Zaken en werd in 1983 ondervoorzitter van de Kamer. In de periode december 1971-oktober 1980 zetelde hij als gevolg van het toen bestaande dubbelmandaat ook in de Cultuurraad voor de Nederlandse Cultuurgemeenschap, die op 7 december 1971 werd geïnstalleerd. Vanaf 21 oktober 1980 tot april 1989 was hij lid van de Vlaamse Raad, de opvolger van de Cultuurraad en de voorloper van het huidige Vlaams Parlement.
In 1992 werd Gilbert Temmerman benoemd tot minister van Staat.
Temmerman was de oom van Karin Temmerman.